# 2534 Houzeau
2534 Houzeau eller 1931 VD är en asteroid i huvudbältet som upptäcktes 2 november 1931 av den belgiske astronomen Eugène Joseph Delporte i Uccle. Det har fått sitt namn efter den belgiske astronomen Jean-Charles Houzeau.
Asteroiden har en diameter på ungefär 31 kilometer och den tillhör asteroidgruppen Themis.